# Pouilly-sous-Charlieu
Pouilly-sous-Charlieu este o comună în departamentul Loire din sud-estul Franței. În 2009 avea o populație de 2.582 de locuitori.

## Evoluția populației
| An        | 1975  | 1982  | 1990  | 1999  | 2006  | 2009  |
| --------- | ----- | ----- | ----- | ----- | ----- | ----- |
| Populație | 2.681 | 2.973 | 2.834 | 2.720 | 2.659 | 2.582 |